# Діно Армас
Матіас "Діно" Армас Лаго (нар. 20 листопада 1941) — уругвайський театральний режисер і письменник.

## Життєпис
Діно Армас народився в околицях Монтевідео — Вілла дель Серро, де жив до 20 років. Його батьками були Матіас Армас, портовий працівник , та Ніканда Лаго Мендес, домогосподарка. Псевдонімом "Діно" він зобов'язаний своєму батькові, який почав називати його так по імені італійського футболіста.
Місце проживання, перші роки його життя та родина відіграють важливу роль у його письменницькій творчості. У підлітковому віці він вперше звернувся до театральної трупи, яка працювала в клубі Rampla Juniors Fútbol у його районі.
Армас вчився на викладача і 30 років працював вчителем початкової освіти, поки не вийшов на пенсію з посади директора школи.
У 1965 р. його перша робота "En otro y último ardiente verano" виграла одну з перших трьох премій у театральному конкурсі, організованому театром "Ель Тінґладо".
Армас є одним з найпродуктивніших уругвайських драматургів. Його твори ставилися в країнах Латинської Америки, США та Європі. Фільм "El novio de la muerta " (2009) заснований на двох його п'єсах: "Sus ojos se cerraron" (1992) та "Mujeres solas".
Армас підготував та режисурував адаптації текстів таких авторів, як Проспер Меріме, Антуан де Сент-Екзюпері та Генрі Міллер. Він є автором понад 60-ти п’єс. 
Окрім того, його п'єси режисурували Олена Зуасті, Джейм Явітц, Омар Варела, Карлос Аґілера, Ґлорія Леві, Лусіла Іразабал, Лусія Соммер, Антуан Бальдомір, Марселіно Дюффа та ін.
Армас виграв численні премії, такі як "Florencio Award" (1993) за найкращий національний авторський текст для "Se ruega no enviar coronas", срібну премію "Morosoli Award" (2006)  за кар’єрні досягнення, перша премія в неопублікованій категорії театрально-драматичного мистецтва щорічних премій Міністерства освіти і культури "Ave Mater" (2015) за 50-річну кар’єру та в категорії комедія для "Sus ojos se cerraron" та премію «Golden Candelabrum Award" (2015) з уругвайськоговідділення "B'nai B'rith". Армас також отримував нагороди за вистави для дітей.

## Твори
- 1965 En otro y último verano
- 1974 Carlitos del Mar
- 1977 ¿Conoce usted al Doctor Freud?
- 1979 Susana's Tango
- 1980 Juana de siempre
- 1981 Los soles amargos
- 1983 De las pequeñas cosas
- 1983 Todos los juegos, el juego
- 1985 Alias el Manco
- 1988 Pentágono
- 1989 Feliz Día, Papá
- 1990 Queridos cuervos
- 1990 Votar es un placer
- 1990 Montevideo, reír y llorar te veo
- 1990 La canción del soltero
- 1991 Se ruega no enviar coronas
- 1992 Sus ojos se cerraron
- 1992 Se ruega no enviar coronas
- 1992 Petunias Salvajes
- 1992 Gente como nosotros
- 1995 Apenas ayer
- 1996 La vida es una milonga
- 1996 Manos a la obra
- 1997 Atrás del MERCOSUR
- 1997 Dios salve a la señora
- 1999 Cosmópolis
- 1999 Día libre
- 2000 Extraños por la calle
- 2001 ¿Y si te canto canciones de amor?
- 2003 Rifar el Corazón
- 2003 Pagar el Pato (Tango para dos)
- 2004 Todos los juegos, el juego
- 2004 El clú de la Ivonne
- 2006 Cuentos al atardecer
- 2006 Para servirte mejor
- 2007 Trampas para divorciadas
- 2007 Pentágono
- 2007 Dos en la carretera
- 2007 La lujuria según Ramiro
- 2008 Red Velvet
- 2009 Los raros
- 2009 Nelson Pino y las mujeres del tango
- 2009 La curva de la felicidad
- 2011 Ave Mater
- 2011 Esos locos, locos amores
- 2011 Presente, señorita
- 2014 Lucas o El contrato